# Monacos Grand Prix 1999
Monacos Grand Prix 1999 var det fjärde av 16 lopp ingående i formel 1-VM 1999.

## Resultat
1. Michael Schumacher, Ferrari, 10 poäng
2. Eddie Irvine, Ferrari, 6
3. Mika Häkkinen, McLaren-Mercedes, 4
4. Heinz-Harald Frentzen, Jordan-Mugen Honda, 3
5. Giancarlo Fisichella, Benetton-Playlife, 2
6. Alexander Wurz, Benetton-Playlife, 1
7. Jarno Trulli, Prost-Peugeot
8. Alessandro Zanardi, Williams-Supertec
9. Rubens Barrichello, Stewart-Ford (varv 71, snurrade av)

### Förare som bröt loppet
- Ralf Schumacher, Williams-Supertec (varv 54, snurrade av)
- Jean Alesi, Sauber-Petronas (50, upphängning)
- Pedro Diniz, Sauber-Petronas (49, upphängning)
- Olivier Panis, Prost-Peugeot (40, motor)
- David Coulthard, McLaren-Mercedes (36, växellåda)
- Mika Salo, BAR-Supertec (36, bromsar)
- Toranosuke Takagi, Arrows (36, motor)
- Jacques Villeneuve, BAR-Supertec (32, oljeläcka)
- Johnny Herbert, Stewart-Ford (32, upphängning)
- Pedro de la Rosa, Arrows (30, växellåda)
- Marc Gené, Minardi-Ford (24, snurrade av)
- Luca Badoer, Minardi-Ford (10, växellåda)
- Damon Hill, Jordan-Mugen Honda (3, kollision)

## VM-ställning
| Förarmästerskapet 1. Michael Schumacher, Ferrari, 26 2. Eddie Irvine, Ferrari, 18 3. Mika Häkkinen, McLaren-Mercedes, 14 | Konstruktörsmästerskapet 1. Ferrari, 44 2. McLaren-Mercedes, 20 3. Jordan-Mugen Honda, 16 |